# José Lage
José Lage Lage (18 de junio de 1938 - 9 de diciembre de 2007) fue un veterano político gallego, diputado, parlamentario y delegado provincial, nació en la parroquia de Foncuberta, Maceda, provincia de Orense.
Licenciado en Ciencias Económicas, estaba casado con Raquel Vidal Docampo y era padre de dos hijos.

## Historia y Vida
Profesionalmente fue presidente del consejo de administración de la Caja de Ahorros Provincial de Orense. Concejal en el municipio de Maceda, da el salto al Ayuntamiento de Orense siendo concejal encargado de Tráfico. En 1981 y de la mano de la Unión de Centro Democrático es elegido diputado en el Parlamento de Galicia. Continúa en el mismo y en 1989 pasa al Partido Popular, continuando en el parlamento autonómico. Fue subdelegado de gobierno, responsable de Asuntos Sociales y delegado de la Junta de Galicia en Orense. También titular en Orense de Justicia e Interior. En 2005, al cumplir los 65 años, se jubila. A mediados de octubre de 2007, sufre un grave accidente de tráfico del que no consigue recuperarse. Sus restos reposan en el cementerio de la parroquia de Foncuberta, en el municipio de Maceda.
- Datos: Q3395502